# Savannbabian
Savannbabian (Papio cynocephalus) är en art i släktet babianer som tillhör familjen markattartade apor.

## Systematik
Babianernas släktskap är oklart. Colin Groves et al. (2001) kategoriserar savannbabianen som självständig art bredvid fyra andra babianarter. Andra auktoriteter för alla babianer till arten Papio hamadryas, eller betraktar anubisbabian och chacmababian som underarter av savannbabianen.
Wilson & Reeder (2005) och även flera andra auktoriteter delar upp savannbabianen i tre underarter:
- P. c. cynocephalus - förekommer främst i Tanzania och norra Moçambique.
- P. c. ibeanus - förekommer i Somalia och Kenya. Taxonet kan vara en hybrid mellan savannbabian och anubisbabian.
- P. c. kindae - förekommer i Angola, södra Kongo-Kinshasa, sydvästra Tanzania och Zambia. Den godkänns sedan 2013 som art.

## Utseende

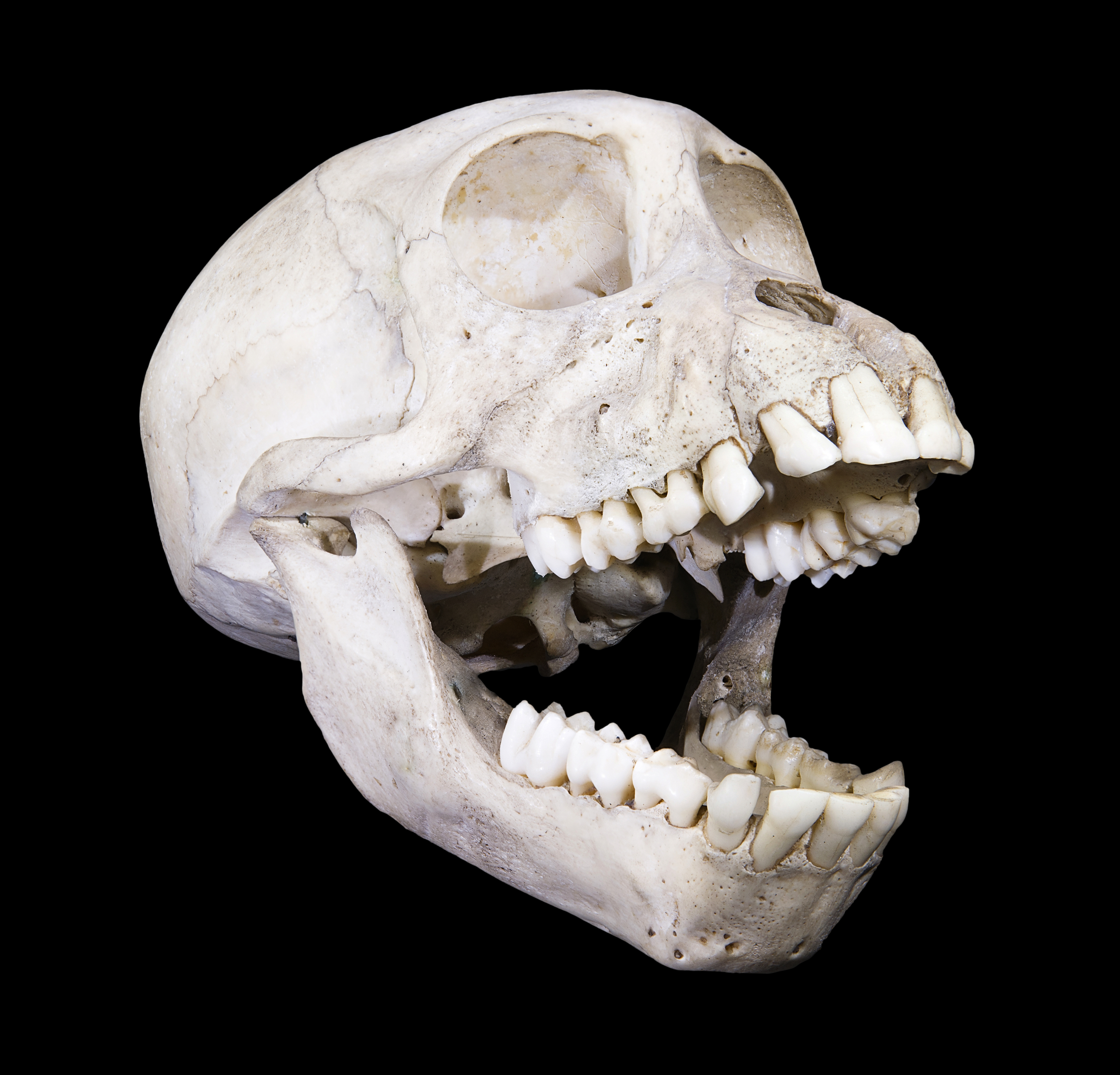
skalle

Savannbabianen har gulbrun päls och bara buken, extremiteternas insida och små fläckar på varje sida av ansiktet är vita. Den svarta nosen och det svartvioletta området kring apans anus saknar hår. Till skillnad från de övriga babianerna är savannbabianens pannben över ögonen tjockare och bildar en synlig kant. Liksom hos andra babianer har den kindpåsar för att bära föda. Manen på hanarnas axel är inte lika tydlig som hos andra babianer eller också saknas den helt.
Hanar är med en vikt omkring 23 kilogram tydlig tyngre än honor som bara uppnår 12 kilogram. Även hanarnas hörntänder är tydligt större. Kroppslängden (huvud och bål) mäter 51–115 cm och därtill kommer en 45–71 cm lång svans.
Nyfödda savannbabianer har olika färg på pälsen beroende på underart. Nominatformen cynocephalus har svart päls och kindae rödaktig. Det förekommer även ungar med vit päls hos ibeanus. Vid 6 till 9 månaders ålder anlägger den pälsen som är typisk för vuxna individer.

## Utbredning
Savannbabian förekommer i stora delar av östra och södra Afrika. Utbredningsområdet sträcker sig i östra Afrika från Somalia och angränsande delar av Etiopien över Kenya och Tanzania till norra Moçambique. Området fortsätter västerut till Angola, Zambia och södra Kongo-Kinshasa.

## Ekologi
Savannbabianens habitatet utgörs inte bara av stäpper och savanner utan även av galleriskogar, buskskogar, mangrove (vid kusten) och odlade regioner.
Den är dagaktiv och vistas ofta på marken där den går på fyra fötter. Den är skicklig på att klättra och om natten gömmer den sig gärna i träd.
Savannbabianens lever ofta i grupper med 20–180 individer. men ovanligt förekommer flockar på  upp till 300 medlemmar. Gruppen består av flera vuxna hanar och honor samt deras ungar. Liksom hos alla babianer finns hos bägge kön en utpräglad hierarki och ett komplext socialt beteende.
Savannbabianer är allätare. I äldre texter nämns ofta att de föredrar frukter men valet av födan är beroende på årstiden och utbudet. De äter även andra växtdelar som rotfrukter, rötter, frön, gräs, blad och bark. Födan utgörs även av insekter och andra ryggradslösa djur, ägg och mindre ryggradsdjur (däribland hardjur, unga antiloper och små primater som gröna markattor).
Individer i fångenskap blivit 28 år gamla.

### Fortplantning
Savannbabian har ingen särskild parningstid. När honan är parningsberedd är området kring hennes anus tjockare. Parningen kan ske mellan alla hanar och honor i gruppen. Hanarna utkämpar ibland häftiga strider för rätten att para sig. Andra hanar håller även under andra tider en nära relation med en viss hona vilket ökar deras chanser till att para sig när honan är parningsberedd. Ofta parar sig honan med flera hanar varför det är  oklart för gruppen vem som är fadern. På så sätt undviker honan att ungdjuret dödas av en dominant hane.
Efter dräktigheten som varar cirka 180 dagar föder honan vanligen ett enda ungdjur. Ungdjur dias cirka ett år och efter 4 till 7 år är ungarna könsmogna. Vid denna tidpunkt eller något tidigare måste hanar lämna sin ursprungliga flock medan honor vanligen stannar hela livet.

## Status och hot
I vissa regioner hotas arten av habitatförstöring. Allmänt är savannbabianen inte sällsynt och den listas av IUCN som livskraftig (LC).